# Spencer MacPherson
John Spencer MacPherson (* 12. Juni 1997 in Kanada) ist ein kanadischer Schauspieler.

## Leben
MacPherson wurde im Juni 1997 in Kanada geboren und ging auf die Cawthra Park Secondary School in Mississauga.
Von Februar 2014 bis Juli 2015 hatte MacPherson die Rolle des Hunter Hollingsworth in der kanadischen Jugendserie Degrassi: The Next Generation inne. In der dritten Staffel von Defiance hatte er zwei Gastauftritte als Wannabe. Außerdem verkörpert er seit Oktober 2015 die Nebenrolle des Charles of France in der The-CW-Fernsehserie Reign.
Nach der Einstellung von Degrassi: The Next Generation übernimmt MacPherson dieselbe Rolle in der Fortsetzung Degrassi: Die nächste Klasse. Die Fernsehserie ist seit Januar 2016 auf Netflix abrufbar.

## Filmografie
- 2014–2015: Degrassi: The Next Generation (Fernsehserie)
- 2015: Defiance (Fernsehserie, 2 Episoden)
- 2015–2017: Reign (Fernsehserie)
- 2016–2017: Degrassi: Die nächste Klasse (Degrassi: Next Class, Fernsehserie)
- seit 2019: Northern Rescue